# Snowy River Shire
Snowy River Shire var en kommun i Australien. Den låg i delstaten New South Wales, i den sydöstra delen av landet, omkring 360 kilometer sydväst om delstatshuvudstaden Sydney. 2014 var antalet invånare 8 087.
Kommunen upphörde den 12 maj 2016 då den slogs samman med Bombala Shire och Cooma-Monaro för att bilda det nya självstyresområdet Snowy Monaro Regional Council.
Följande samhällen fanns i Snowy River:
- Jindabyne
- Berridale
- Moonbah
- Crackenback
- Thredbo
- Adaminaby
- Kalkite
- Dry Plain

I övrigt fanns följande i Snowy River:
- Vattendrag:
  - Burrungubugge River (ett vattendrag)
  - Diggers Creek (ett vattendrag)
  - Gungarlin River (ett vattendrag)
  - Tolbar Creek (ett vattendrag)
  - Wollondibby Creek (ett vattendrag)

- Insjöar:
  - Lake Jindabyne (en sjö)

- Stränder:
  - Sandy Beach (en strand)

- Öar:
  - Cub Island (en ö)
  - Lion Island (en ö)

- Berg:
  - Back Perisher Mountain (ett berg)
  - Beehive Mountain (ett berg)
  - Blackfellow Mountain (ett berg)
  - Blue Calf Mountain (ett berg)
  - Blue Cow Mountain (ett berg)
  - Brassy Mountains (ett berg)
  - Carruthers peak (en bergstopp)
  - Crackenback Peak (en bergstopp)
  - East Point (ett berg)
  - Gang Gang Mountain (ett berg)
  - Gills Knob (ett berg)
  - Kalkite Mountain (ett berg)
  - Kerlewis Hill (ett berg)
  - Middle Brother (ett berg)
  - Moonbah Mountain (ett berg)
  - Mount Anton (ett berg)
  - Mount Cobrabald (ett berg)
  - Mount Guthrie (ett berg)
  - Mount Kosciuszko (ett berg)
  - Mount Lee (ett berg)
  - Mount Nungar (ett berg)
  - Mount Pepper (ett berg)
  - Mount Perisher (ett berg)
  - Mount Piper (ett berg)
  - Mount Porcupine (ett berg)
  - Mount Stilwell (ett berg)
  - Mount Stony (ett berg)
  - Mount Terrible (ett berg)
  - Mount Wheatley (ett berg)
  - North Blackfellow (ett berg)
  - Porcupine Spur (ett berg)
  - Red Hill (ett berg)
  - Round Mountain (ett berg)
  - Round Mountain (ett berg)
  - South Rams Head (ett berg)
  - Tabletop Mountain (ett berg)
  - Tantangara Mountain (ett berg)
  - Thatchers Mountain (ett berg)
  - Wullwye Hill (ett berg)